# WRTC-FM
WRTC-FM (kurz: WRTC) (Branding: „Radio Trinity College“) ist ein US-amerikanischer nichtkommerzieller Hörfunksender im US-Bundesstaat Connecticut. Eigentümer und Betreiber des Radios ist das Trinity College aus Hartford (Trustees of Trinity College). WRTC ist auf der UKW-Frequenz 89,3 MHz empfangbar.

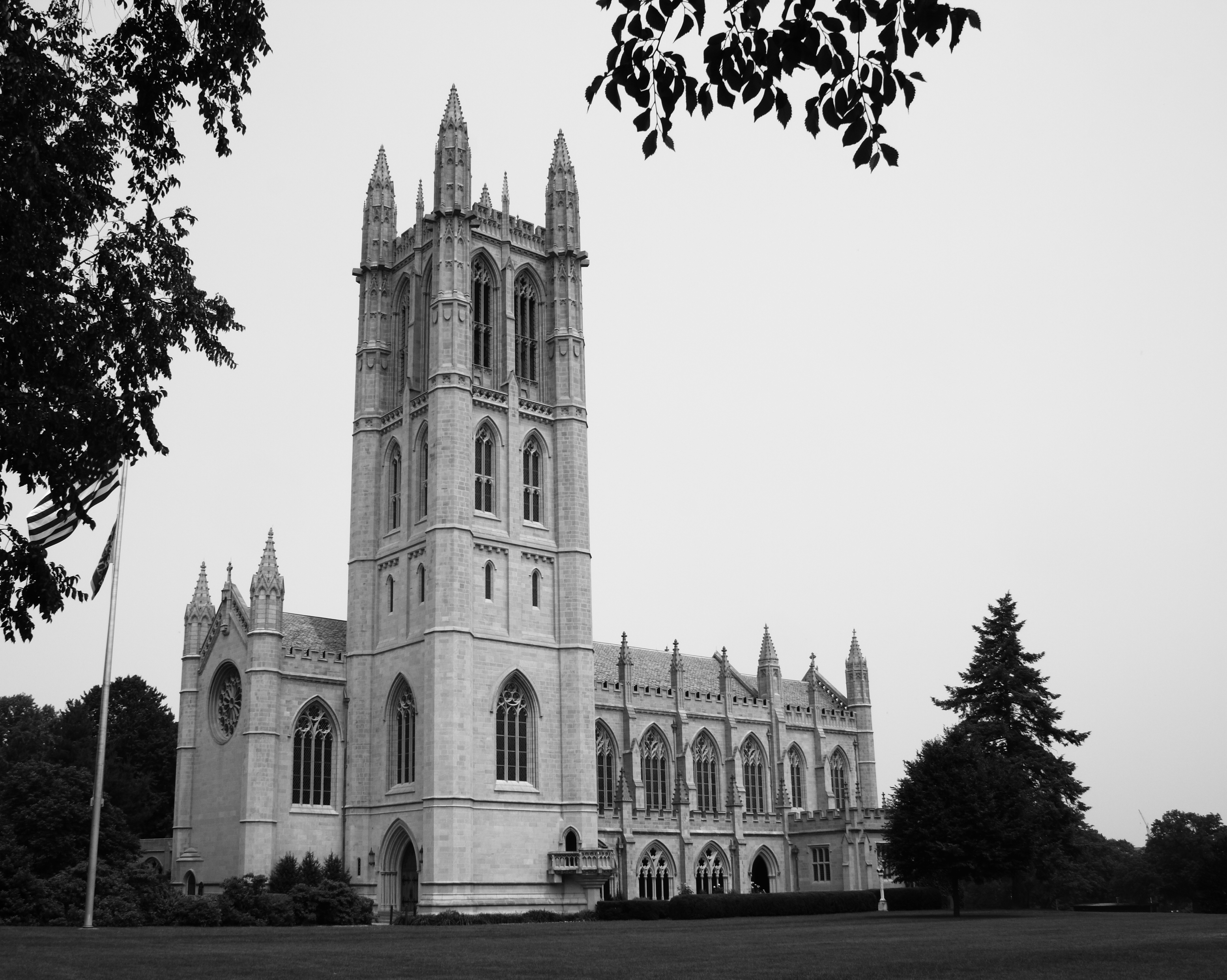
Die Trinity College-Kapelle (2008)